# 沼生柳叶菜
沼生柳叶菜（学名：Epilobium palustre）为柳叶菜科柳叶菜属下的一个种。